# Wanderlust (film)
Wanderlust är en amerikansk långfilm från 2012 i regi av David Wain, med Paul Rudd, Jennifer Aniston, Justin Theroux och Alan Alda i rollerna.

## Handling
Det stressade paret George (Paul Rudd) och Linda Gergenblatt (Jennifer Aniston) förlorar sina jobb. Efter lite omvägar fastnar de i ett hippie-kollektiv där livet har ett helt annat tempo.

## Rollista
| Paul Rudd           | – George Gergenblatt |
| Jennifer Aniston    | – Linda Gergenblatt  |
| Justin Theroux      | – Seth               |
| Malin Åkerman       | – Eva                |
| Lauren Ambrose      | – Almond Cohen       |
| Joe Lo Truglio      | – Wayne Davidson     |
| Alan Alda           | – Carvin Wiggins     |
| Kathryn Hahn        | – Karen              |
| Ken Marino          | – Rick Gergenblatt   |
| Jordan Peele        | – Rodney Wilson      |
| Kerri Kenney-Silver | – Kathy              |
| Michaela Watkins    | – Marisa Gergenblatt |
| Ray Liotta          | – sig själv          |
| Trisha Paytas       | – Davidsons fru      |